# Lingua q'anjob'al
La lingua q'anjob'al o kanjobal è una lingua maya parlata dagli omonimi indigeni q'anjob'al dell'altopiano occidentale del Guatemala. Nel censimento guatemalteco del 2002, 139 830 persone hanno indicato il q'anjob'al come lingua madre, e 159 030 si sono definite di etnia q'anjob'al (1,4% della popolazione). I parlanti di madrelingua sono concentrati in quattro comuni del dipartimento di Huehuetenango: Santa Eulalia (Jolom Konob'), San Juan Ixcoy (Yich K'ox), San Pedro Soloma (Tz'uluma') e Santa Cruz Barillas (Yalmotx).